# Bermane Stiverne
Bermane Stiverne (n. 1 noiembrie 1978, Plaine-du-Nord, Nord⁠(d), Haiti) este un boxer haitiano-canadian care a deținut titlul WBC din 2014 până în 2015.

## Carieră amateur
Stiverne a început boxul la vârsta de 19 ani. În calitate de amator a câștigat o medalie de argint în divizia de super-greutate la Campionatele Naționale 2005, precum și bronzul în 2003 și 2004. În competiția internațională l-a bătut pe Robert Helenius (puncte) și David Price (knockout). Recordul său total la amatori a fost de 49 de victorii și 10 înfrângeri. Stiverne a comentat despre absența sa de la Jocurile Olimpice: "Într-un turneu de calificare din Mexic, am întâlnit un luptător mexican în semifinale și am fost jefuit. L-am bătut de trei ori, dar totuși i-au dat decizia și locul la Jocurile Olimpice ". Acest luptător era mexico-americanul George Garcia.

## Carieră profesională
A devenit profesionist și a făcut KO primii săi 12 adversari.
În 2007 a pierdut cu Demetrice King prin TKO. În ianuarie 2011, a luptat și l-a făcut KO pe Kertson Manswell în runda a 2-a. A câștigat vacantul WBC Internațional, vacantul WBC USNBC și vacante titluri WBA Fedelatin la categoria grea. A luptat cu Ray Austin pe 25 iunie 2011 pentru titlul vacant WBC Silver Heavyweight. Stiverne a câștigat lupta cu un TKO în 10 runde, devenind concurentul obligatoriu pentru campionatul WBC al greilor, apoi deținut de Vitali Klitschko.
După ce Klitschko a eliberat titlul în decembrie 2013, Stiverne a fost numit pentru a lupta cu Chris Arreola pentru titlul vacant. Pe 10 mai 2014, Stiverne a câștigat titlul după un KO în a șasea rundă, devenind primul boxer născut în Haiti, care a câștigat campionatul mondial la categoria grea, precum și primul din provincia Quebec, pentru a câștiga titlul WBC world heavyweight championship. A fost felicitat prin intermediul mass-media socială de personalități haitiene notabile despre această realizare, inclusiv fostul președinte al Haiti, Michel Martelly, câștigătorul premiului Grammy, Wyclef Jean, Receptorul de la Washington Redskins, Pierre Garçon și fostul boxer de douo ori campion mondial, Andre Berto. Stiverne și-a pierdut titlul WBC împotriva americanului Deontay Wilder, pe 17 ianuarie 2015, la MGM Grand Las Vegas, printr-o decizie unanimă. În urma luptei, Stiverne a fost spitalizat și diagnosticat cu rabdomioliză.

## Rezultate în boxul profesionist
| No. | Rez.       | La general | Adversar          | Tip | Rundă, timp   | Dată       | Locație                                                       | Note                                                                          |
| --- | ---------- | ---------- | ----------------- | --- | ------------- | ---------- | ------------------------------------------------------------- | ----------------------------------------------------------------------------- |
| 31  | Înfrângere | 25–5–1     | Trevor Bryan      | TKO | 11 (12), 1:26 | 29-01-2021 | Seminole Hard Rock Hotel & Casino, Hollywood, Florida         | For vacant WBA (Regular) heavyweight title                                    |
| 30  | Înfrângere | 25–4–1     | Joe Joyce         | TKO | 6 (12), 2:20  | 23-02-2019 | The O2 Arena, Londra, Anglia                                  | For Commonwealth and Vacant WBA (Gold) heavyweight titles                     |
| 29  | Înfrângere | 25–3–1     | Deontay Wilder    | KO  | 1 (12), 2:59  | 04-11-2017 | Barclays Center, New York City, New York, U.S.                | For WBC heavyweight title                                                     |
| 28  | Victorie   | 25–2–1     | Derric Rossy      | UD  | 10            | 14-11-2015 | Hard Rock Hotel and Casino, Paradise, Nevada, U.S.            |                                                                               |
| 27  | Înfrângere | 24–2–1     | Deontay Wilder    | UD  | 12            | 17-01-2015 | MGM Grand Garden Arena, Paradise, Nevada, U.S.                | Lost WBC heavyweight title                                                    |
| 26  | Victorie   | 24–1–1     | Chris Arreola     | TKO | 6 (12), 2:02  | 10-05-2014 | Galen Center, Los Angeles, California, U.S.                   | Won vacant WBC heavyweight title                                              |
| 25  | Victorie   | 23–1–1     | Chris Arreola     | UD  | 12            | 27-04-2013 | Citizens Business Bank Arena, Ontario, California, U.S.       |                                                                               |
| 24  | Victorie   | 22–1–1     | Willie Herring    | UD  | 8             | 14-04-2012 | Jai-Alai Fronton, Miami, Florida, U.S.                        |                                                                               |
| 23  | Victorie   | 21–1–1     | Ray Austin        | TKO | 10 (12), 0:43 | 25-06-2011 | Family Arena, St. Charles, Missouri, U.S.                     | Won vacant WBC Silver heavyweight title                                       |
| 22  | Victorie   | 20–1–1     | Kertson Manswell  | TKO | 2 (10), 1:52  | 29-02-2011 | Silverdome, Pontiac, Michigan, U.S.                           | Won vacant WBA Fedelatin, WBC International, and WBC–USNBC heavyweight titles |
| 21  | Victorie   | 19–1–1     | Ramon Hayes       | KO  | 1 (8), 2:08   | 11-11-2010 | Corona Theatre, Montreal, Quebec, Canada                      |                                                                               |
| 20  | Victorie   | 18–1–1     | Jerry Butler      | TKO | 7 (8), 1:34   | 31-10-2009 | Treasure Island Hotel and Casino, Paradise, Nevada, U.S.      |                                                                               |
| 19  | Egal       | 17–1–1     | Charles Davis     | MD  | 6             | 29-04-2009 | Scottrade Center, St. Louis, Missouri, U.S.                   |                                                                               |
| 18  | Victorie   | 17–1       | Robert Hawkins    | UD  | 8             | 14-02-2009 | BankAtlantic Center, Sunrise, Florida, U.S.                   |                                                                               |
| 17  | Victorie   | 16–1       | Lyle McDowell     | KO  | 1 (8)         | 20-12-2008 | Hallenstadion, Zürich, Elveția                                |                                                                               |
| 16  | Victorie   | 15–1       | Brad Gregory      | TKO | 1 (8), 2:35   | 11-07-2008 | Uniprix Stadium, Montreal, Quebec, Canada                     |                                                                               |
| 15  | Victorie   | 14–1       | Jimmy Haynes      | KO  | 1 (8), 2:08   | 27-03-2008 | Scottrade Center, St. Louis, Missouri, U.S.                   |                                                                               |
| 14  | Victorie   | 13–1       | Edward Gutierrez  | TKO | 1 (8), 2:58   | 06-10-2007 | Madison Square Garden, New York City, New York, U.S.          |                                                                               |
| 13  | Înfrângere | 12–1       | Demetrice King    | TKO | 4 (8), 1:59   | 07-07-2007 | The Arena at Harbor Yard, Bridgeport, Connecticut, U.S.       |                                                                               |
| 12  | Victorie   | 12–0       | Earl Ladson       | KO  | 3 (8), 2:10   | 28-04-2007 | Foxwoods Resort Casino, Ledyard, Connecticut, U.S.            |                                                                               |
| 11  | Victorie   | 11–0       | John Clark        | TKO | 1 (6), 2:59   | 02-03-2007 | Belterra Casino Resort & Spa, Florence, Indiana, U.S.         |                                                                               |
| 10  | Victorie   | 10–0       | Harold Sconiers   | KO  | 1 (6), 2:05   | 03-02-2007 | Silver Spurs Arena, Kissimmee, Florida, U.S.                  |                                                                               |
| 9   | Victorie   | 9–0        | Otis Mills        | TKO | 1 (6), 1:48   | 06-01-2007 | Seminole Hard Rock Hotel and Casino, Hollywood, Florida, U.S. |                                                                               |
| 8   | Victorie   | 8–0        | Charles Brown     | KO  | 2 (6), 2:03   | 07-10-2006 | Allstate Arena, Rosemont, Illinois, U.S.                      |                                                                               |
| 7   | Victorie   | 7–0        | Franklin Lawrence | TKO | 1 (4), 0:57   | 08-07-2006 | Savvis Center, St. Louis, Missouri, U.S.                      |                                                                               |
| 6   | Victorie   | 6–0        | Marcus Dear       | TKO | 3 (4), 2:44   | 08-04-2006 | Thomas & Mack Center, Paradise, Nevada, U.S.                  |                                                                               |
| 5   | Victorie   | 5–0        | John Turlington   | TKO | 1 (4), 2:23   | 07-01-2006 | Madison Square Garden, New York City, New York, U.S.          |                                                                               |
| 4   | Victorie   | 4–0        | James Harrison    | TKO | 1 (4), 1:16   | 01-12-2005 | The Plex, North Charleston, South Carolina, U.S.              |                                                                               |
| 3   | Victorie   | 3–0        | Gary Lavender     | TKO | 1 (4), 2:32   | 27-10-2005 | The Plex, North Charleston, South Carolina, U.S.              |                                                                               |
| 2   | Victorie   | 2–0        | Benny Bland       | TKO | 1 (4), 1:02   | 09-09-2005 | The Frosted Mug, Morgantown, West Virginia, U.S.              |                                                                               |
| 1   | Victorie   | 1–0        | Roy Matthews      | TKO | 1 (4), 1:26   | 29-07-2005 | The Plex, North Charleston, South Carolina, U.S.              | Professional debut                                                            |